# مزرعة شاداب (أرزوئية)
مزرعة شاداب (بالإنجليزية: Mazraeh-ye Shadab)‏ هي منطقة سكنية تقع في إيران في كرمان.